# Titularbistum Methamaucum
Methamaucum ist ein Titularbistum der römisch-katholischen Kirche.
Es geht auf den Bischofssitz Metamaucum nahe dem heutigen Ort Malamocco zurück, der sich in der Venetien befindet. Das Bistum Metamaucum war dem Patriarchat von Grado als Suffraganbistum unterstellt.
Im Februar 2018 wurde Methamaucum durch Papst Franziskus als Titularsitz wiedererrichtet und am 2. Juni desselben Jahres erstmals vergeben.
| Titularbischöfe von Methamaucum |                               |                                 |                   |                |
| Nr.                             | Name                          | Amt                             | von               | bis            |
| 1                               | Josep Maria Abella Batlle CMF | Weihbischof in Osaka (Japan)    | 2. Juni 2018      | 14. April 2020 |
| 2                               | Noel Saw Naw Aye              | Weihbischof in Yangon (Myanmar) | 10. November 2020 |                |